# Sarpsborg FK
Maillots
Dernière mise à jour : 27 octobre 2011.
Le Sarpsborg FK est un club norvégien de football basé à Sarpsborg.

## Historique
- 1903 : fondation du club
- 1970 : 1re participation à une Coupe d'Europe (C3, saison 1970/71)

## Palmarès
- Coupe de Norvège
  - Vainqueur : 1917, 1929, 1939, 1948, 1949, 1951
  - Finaliste : 1906, 1907, 1925, 1934, 1935, 1964